# Calle Entre Ríos (Tucumán)
La Calle Provincia de Entre Ríos es una calle de San Miguel de Tucumán, Tucumán, Argentina. Se extiende desde la avenida 24 de septiembre y calle Monteagudo en el Microcentro tucumano, hasta la avenida Américo Vespucio.

## Historia
La calle fue creada con el trazado original de la ciudad en 1685, siendo extendida hacia el norte tras el ensanche de 18,30 metros de ancho de las calles de la ciudad en la intendencia de José Padilla en 1887. Durante el siglo XX se crearon diversas residencias, comercios e instituciones como el Museo Juan Carlos Iramain o el Colegio León XIII. Asimismo se instalaron diversas barriadas sobre la calle como Villa Amalia y Villa Alem.
En 1988 la calle Entre Ríos, junto a otras calles del centro tucumano, cambió de sentido por razones de mayor fluidez en la circulación vehicular al pasar a tener sentido norte-sur. En 2018 se propuso implementar carriles exclusivos para colectivos en esta arteria, además de otras calles de la capital. En 2024 se implementó, en marco del Plan Integral de Movilidad Urbana capitalino, se crearon carriles exclusivos para transporte público colectivo en la calle entre General Paz y 24 de septiembre, continuando por Monteagudo.

## Sitios de Interés
A lo largo de esta calle se desarrollan varios lugares de interés y emblemáticos:
- Museo Juan Carlos Iramain
- Colegio León XIII de San José
- Plaza Amalia